# Volary
Volary ([ˈvolarɪ] ⓘ în germană Wallern) este o comună și un oraș în districtul Prachatice din regiunea Boemia de Sud a Cehiei. Are o populație de aproximativ 3.700 de locuitori.
Este situat în Munții Pădurea Boemiei, aproape de granița cu Germania. O zonă din partea de nord a orașului, cu clădiri din lemn alpin, este bine conservată și protejată prin lege ca rezervație de monumente ale satului.
Principalul obiectiv turistic al orașului este Biserica „Sfânta Ecaterina”. Aceasta a fost construită între 1669–1690 în locul unei biserici gotice târzii. Aspectul actual al bisericii este rezultatul reconstrucțiilor din 1757 și 1863.

## Diviziuni administrative
Comuna Volary este formată din trei diviziuni administrative (între paranteze este populația conform recensământului din 2021):
- Volary (3.578)[6]
- Chlum (20)[6]
- Mlynářovice (54)[6]

## Geografie
Volary se află la aproximativ 14 kilometri (9 mi) sud-vest de Prachatice și la 43 kilometri (27 mi) vest de České Budějovice. Se găsește în partea centrală a Munților Pădurea Boemiei. 
Cel mai înalt munte de pe teritoriul comunei este Bobík, cu 1.266 metri (4.154 ft) deasupra nivelului mării, acesta este situat în nordul orașului. Printre alți munți înalți din teritoriu comunei se numără: Jedlová, cu 1.089 metri (3.573 ft), Křemenná cu 1.085 metri (3.560 ft), Doupná hora cu 1.052 metri (3.451 ft), Větrný cu 1.051 metri (3.448 ft), Mechový vrch cu 1.012 metri (3.320 ft) și Na Skále cu 1.011 metri (3.317 ft).
Prin oraș curge pârâul Volarský potok. Acesta se varsă în râul Teplá Vltava, care curge de-a lungul graniței de sud-vest a comunei. Râul Blanice curge de-a lungul graniței de est a comunei.

## Istorie
Prima mențiune a orașului Volary datează din anul 1359, când a fost menționat consilierul Prachatice Ondřej din Volary (în latină Andreas de Wallerii). Fondarea orașului Volary a fost legată de colonizarea generală a Pădurii Boemiei în secolele al XIII-lea și al XIV-lea. Locuitorii au fost predominant etnici germani din Bavaria.

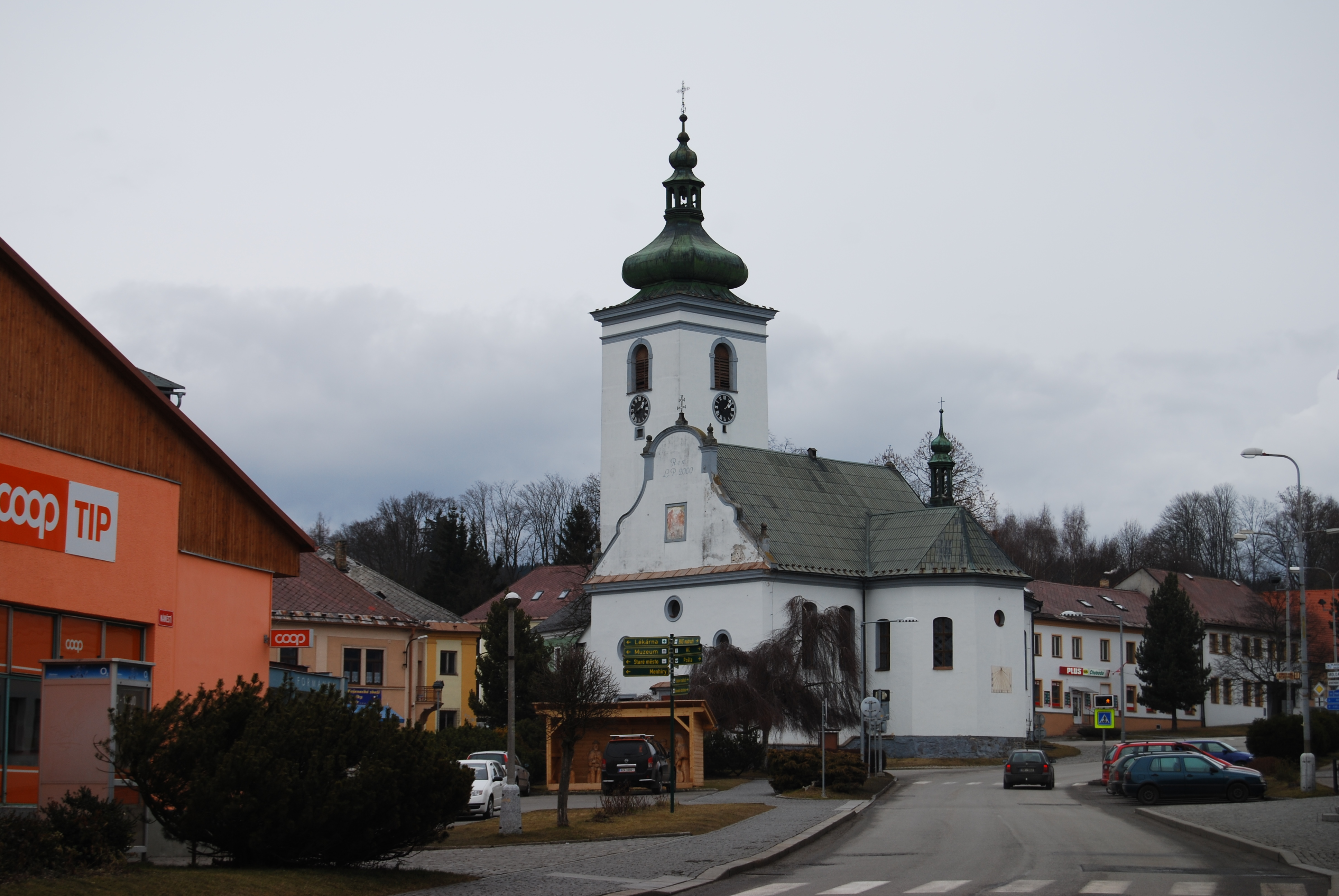
Piața orașului cu Biserica „Sfânta Ecaterina”

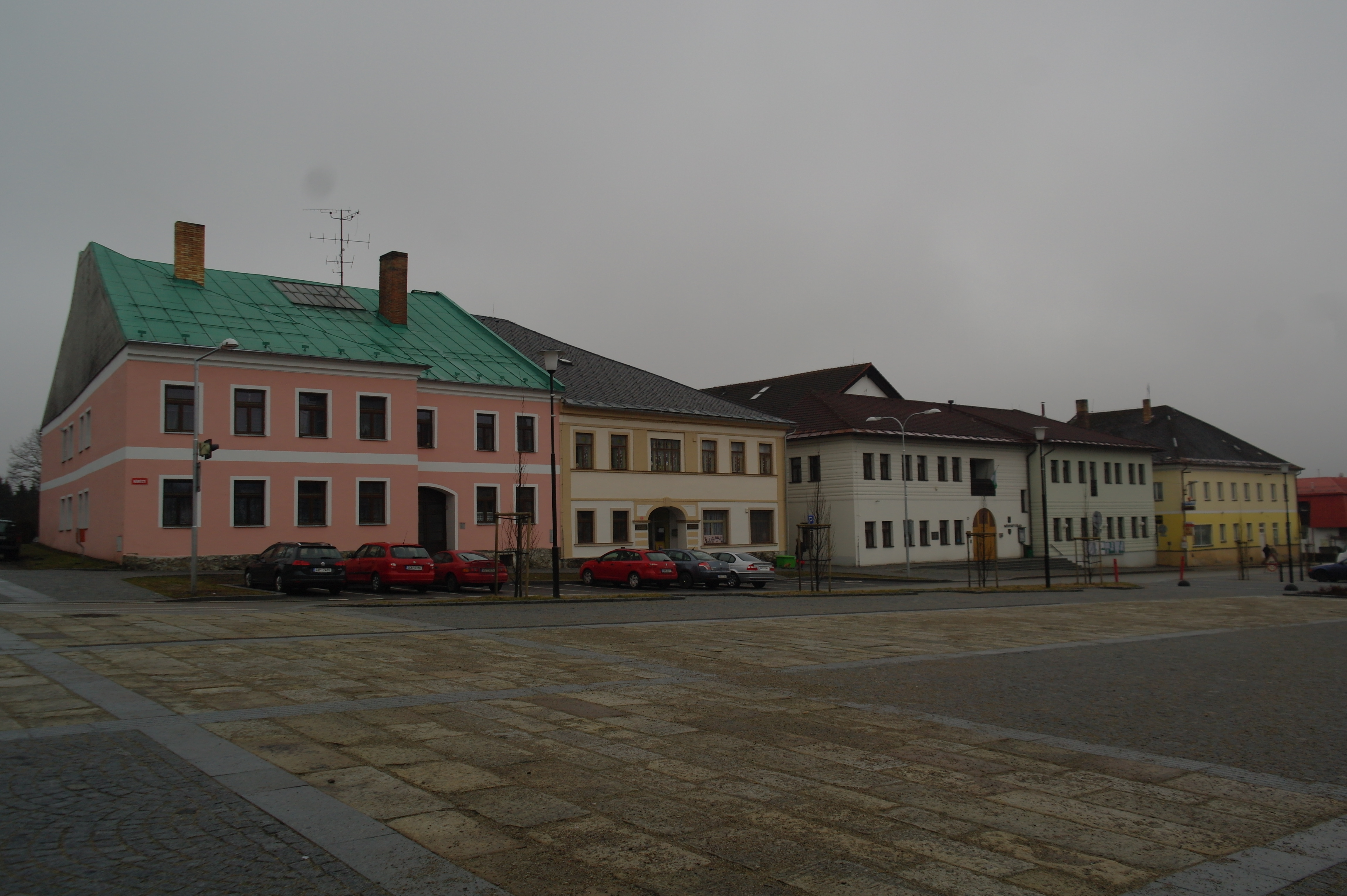
Case în piață cu primăria în mijloc

Până la începutul secolului al XVIII-lea, principala sursă de venit a fost comerțul pe Drumul Aurului. Volary a fost cea mai mare așezare a cărăușilor de pe partea cehă a Drumului de Aur spre Prachatice și s-a dezvoltat rapid. A servit ca loc de odihnă și de popas pentru cărăuși, care importau sare și alte bunuri călare de-a lungul unui important drum medieval de la Passau la Prachatice. Forma pieței a fost, de asemenea, adaptată traseului drumului. În secolul al XVI-lea, în perioada de glorie a dramului, se găseau 13 cârciumi și patru fierării în Volary.
În 1596, Peter Vok din Rosenberg a dat privilegii orașului pentru a avea dreptul de a confisca cai și de a-i pune sub acuzare pe negustorii care se abăteau de la direcția prescrisă a drumului și evitau Volary.
Până la declanșarea Războaielor Husite, Volary a fost parte din posesiunile Capitolului Colegial Regal Sf. Petru și Pavel din Vyšehrad. După Războaiele Husite, mai multe familii cehe s-au stabilit aici. Din 1503, case de Rosenberg a ajuns proprietara așezării, iar în 1600, aceasta a fost cumpărată de împăratul Rudolf al II-lea  al Sfântului Imperiu Roman. După 1719, a ajuns în proprietatea casei de Schwarzenberg, care a deținut-o până la revoluția de la 1848.
Războiul de Treizeci de Ani a dus la declinul comerțului cu sare pe Drumul de Aur, în schimb acesta a fost folosit de armata imperială ca rută de aprovizionare. În zonă s-au dat mai multe bătălii, iar Volary a fost ținta atacurilor trupelor de ambelor părți. 
După Războiul de Treizeci de Ani, comerțul de pe Drumul de Aur nu și-a mai revenit niciodată la nivelul anterior. În secolul al XVIII-lea, în urma abolirii comerțului cu sare, Drumul de Aur a devenit nesemnificativ; iar acest lucru a dus și la dispariția orașului Volary care a devenit o așezare stagnantă și nesemnificativă.

### Secolul al XIX-lea
La sfârșitul secolului al XIX-lea, orașul comercial Volary era format din 224 de case și avea 2.069 de locuitori vorbitori de limbă germană. Sub patronajul autorităților, au fost construite și întreținute Biserica parohială „Sfânta Ecaterina” și școala. Se mai găsea o capelă publică a Sfântului Florian și o primărie. Principalele surse de venit au fost agricultura, creșterea vitelor, țesutul inului și producția de fire. În fiecare an, Volary a vândut aproximativ 400 de boi la Praga. Era înconjurat de pajiști care se foloseau în agricultură, cu numeroase case din lemn, hambare de fân și cu o arhitectură alpină tradițională, care au dat zonei, împreună cu construcția specială a caselor, un caracter alpin. Casele din Volary, în mare parte din lemn, au fost construite pe un teren plat, aproape unele de altele.
În iulie 1863, un mare incendiu a distrus peste 60 de case. În timpul reconstrucției, casele tipice din Volary nu au mai fost construite în întregime din lemn, ci parțial cu pereți din piatră și cărămidă. Între 1856 și 1882, Volary a fost lovit de cea mai mare serie de incendii.
În 1871, Volary a primit drepturi de oraș de la împăratul Franz Joseph I, iar stema sa a fost confirmată.

### Marșul Morții spre Volary

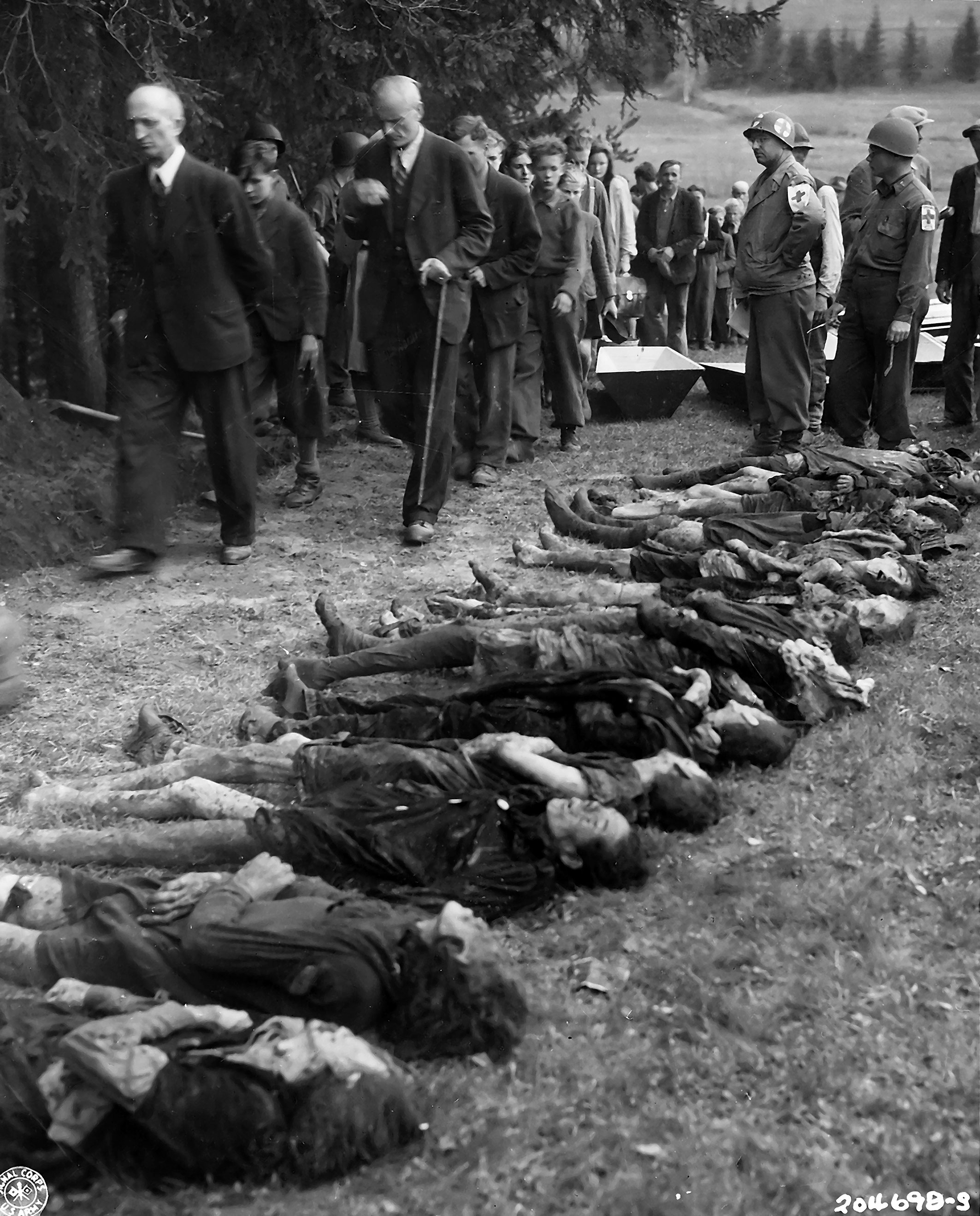
La 11 mai 1945, civilii germani din Sudeți care au locuit în Volary au fost forțați de trupele americane să treacă (la expulzarea lor) pe lângă cadavrele a 30 de evreice, care au murit de oboseală și de foame în custodia trupelor SS, într-un marș de 500 de kilometri din lagărul de concentrare Helmbrechts (Flossenbürg) de-a lungul Cehoslovaciei până la Volary. Îngropate în morminte puțin adânci din Volary, cadavrele au fost exhumate de civili germani care au lucrat sub supravegherea medicilor din Divizia 5 Infanterie, Armata a 3-a a Statelor Unite ale Americii. Cadavrele au fost ulterior depuse în sicrie și reîngropate în cimitirul din Volary.

Între 1938 și 1945, orașul a fost ocupat de Germania nazistă.
„Marșul morții spre Volary” a implicat deplasarea pe jos în condiții inumane a peste 1.300 de evreice pe o distanță de peste 800 kilometri (500 mi) timp de 106 zile și nopți, sub supravegherea trupelor SS. La 20 ianuarie 1945, aproximativ 1.000 de prizoniere evreice au fost evacuate dintr-un lagăr de femei care aparținea de lagărul de concentrare Gross-Rosen din Sława, vestul Poloniei. Femeile și fetele au fost trimise acolo anterior de la Auschwitz-Birkenau cu câteva luni mai devreme, pentru a săpa tranșee antitanc care să încetinească înaintarea Armatei Roșii. Peste o mie de alte femei au fost nevoite să mărșăluiască spre sud-vest, spre Germania. Pe măsură ce treceau pe lângă alte lagăre, cum ar fi cel de la Zielona Góra, tot mai multe femei trebuiau să se alăture marșului morții.
După ce li s-au alăturat aproximativ 300 de deținute de la Zielona Góra, la 29 ianuarie 1945, aproximativ 1.350 de femei au pornit într-un marș de 106 zile. Până la 6 martie 1945, din cele 1.350 de femei au rămas în viață 621. Acestea au ajuns în lagărul Helmbrechts din Germania. Femeile nu au primit aproape deloc mâncare și niciun tratament medical.
Femeile au fost forțate să continue marșul, până când cele care mai rămas în picioare au ajuns la Volary, în Cehoslovacia, la 5 mai 1945. Acolo, forțele americane le-au eliberat pe femei. Dintre cele 1.350 de persoane forțate să participe la marșul morții, doar 118 mai erau în viață. Femeile care erau în viață erau într-o stare groaznică; cu toate că americanii le-au îngrijit într-un spital improvizat, douăzeci și șase au murit în câteva zile. 17 victime ale marșului morții au fost îngropate într-o groapă comună lângă Volary, alte opt femei au murit într-un spital militar din apropiere.

### Evenimente postbelice
După sfârșitul celui de-al Doilea Război Mondial, orașul a fost retrocedat Cehoslovaciei. În martie 1946, populația germană a fost expulzată după decretele lui Beneš.
În 1961, comunele Chlum și Mlynářovice au fost adăugate la Volary.

## Transporturi
Drumul I/39 de la Český Krumlov spre Vimperk străbate orașul.
Volary se află pe liniile de cale ferată Číčenice⁠(d) – Haidmühle și Strakonice –Volary.

## Obiective turistice

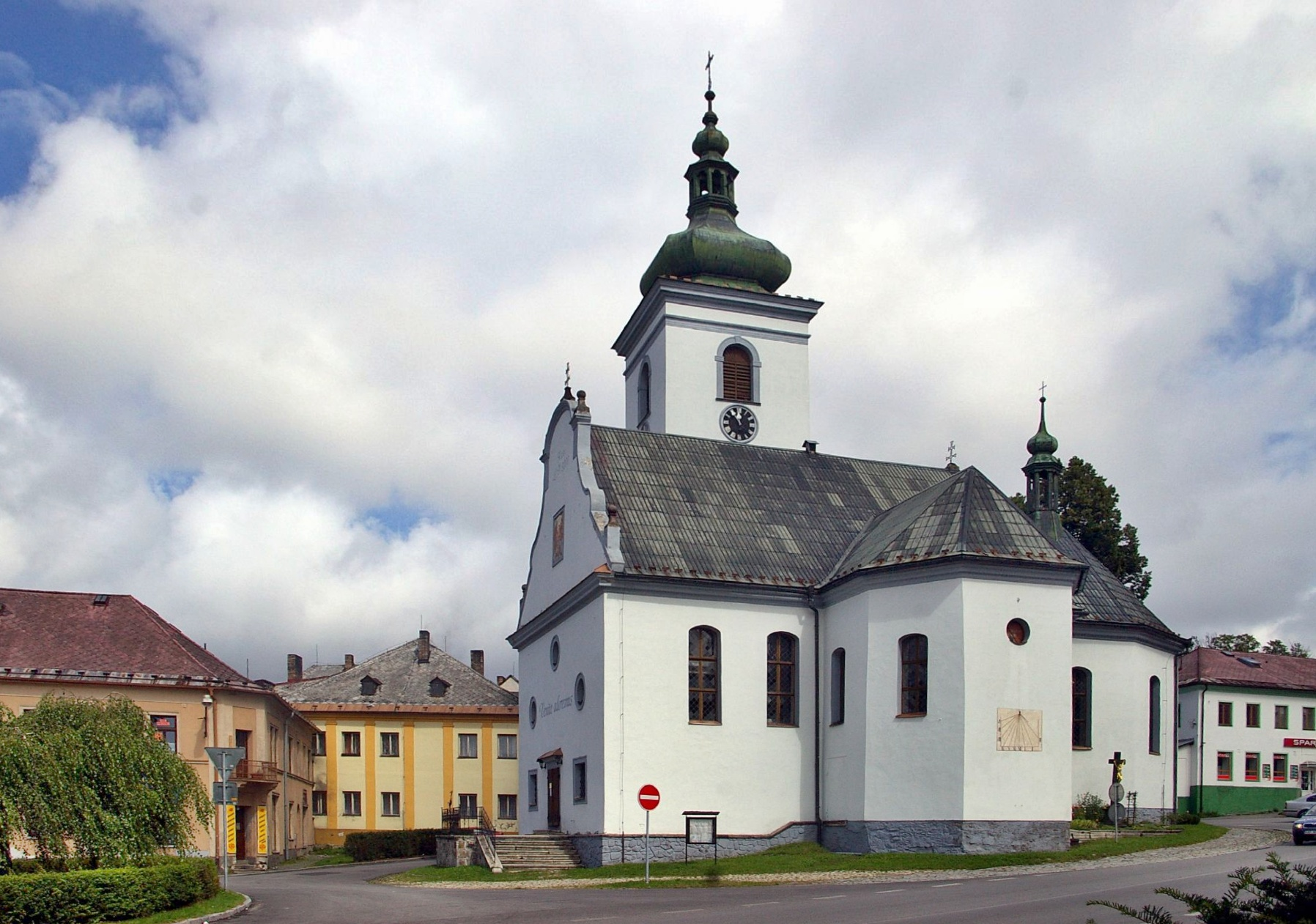
Biserica „Sfânta Ecaterina”

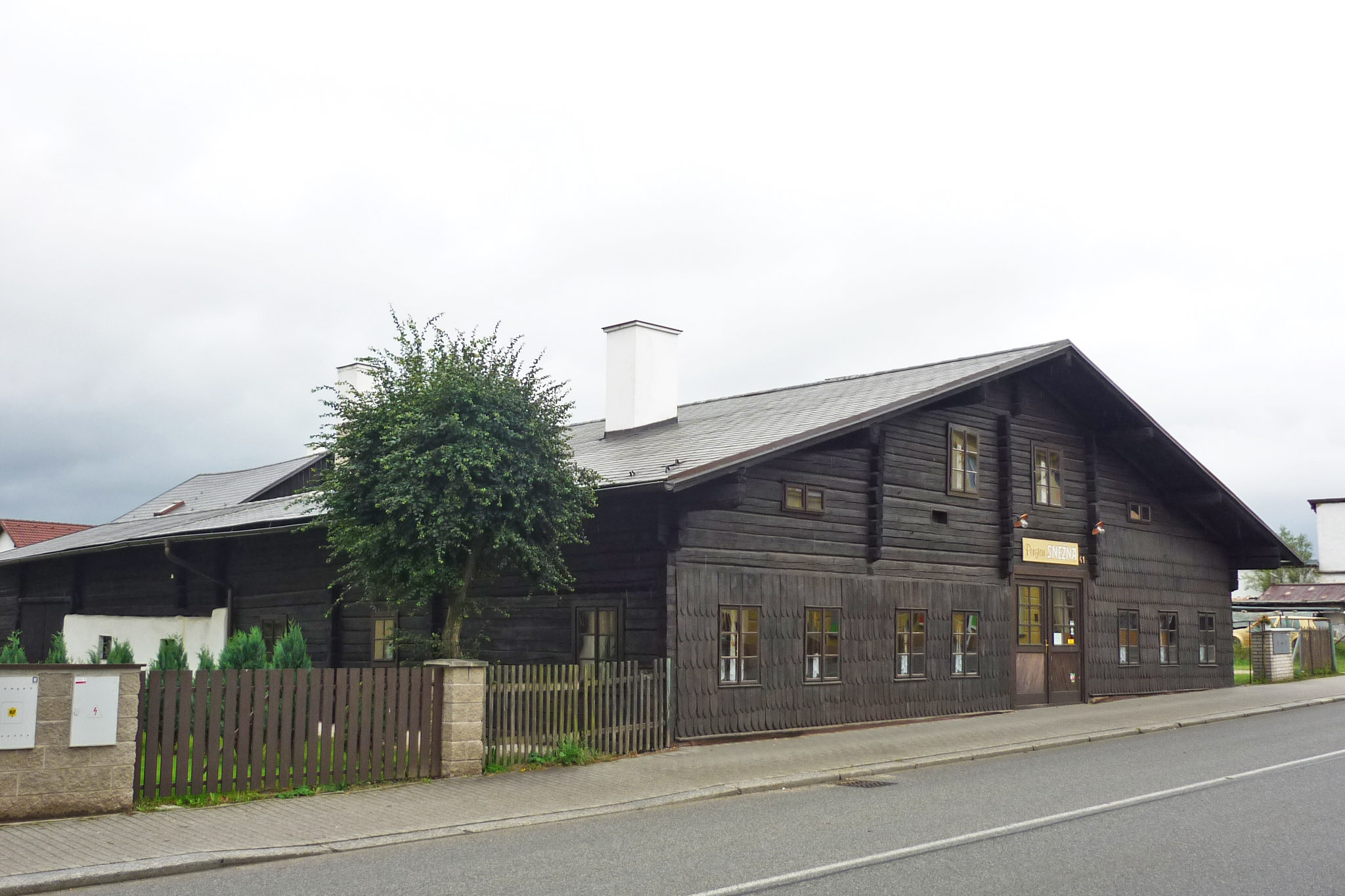
O casă construită în stilul alpin Volary

Principalul obiectiv turistic al orașului este Biserica „Sfânta Ecaterina”. A fost construită între 1669–1690 în locul unei biserici gotice târzii. Din biserica anterioară s-a păstrat un mic portal aflat sub turn. În secolul al XVIII-lea, biserica a fost grav avariată în repetate rânduri de incendiile provocate de fulgere. Aspectul actual al clădirii este rezultatul reconstrucțiilor din 1757 și 1863.
Printre cele mai valoroase clădiri ale orașului se numără case vechi din lemn, unice, în stil alpin, care s-au păstrat până în prezent. Acestea sunt case cu cadre de lemn sau pe jumătate din lemn, cu o cameră la mansardă, un pridvor sculptat într-un fronton suspendat și un acoperiș în formă de șa (acoperiș în două versale). Într-una dintre aceste case cu lemn se află și Muzeul din Volary. Zona este protejată ca rezervație monumentală a satului.
În cimitirul special al victimelor Marșului Morții se află Memorialul Victimelor Marșului Morții.

## Persoane notabile
- Gustav Herglotz⁠(d) (1881–1953), fizician boem german
- Jeanette Schmid⁠(d) (1924–2005), muzician transgender
- Herwig Zahorka⁠(d) (1932–2019), scriitor și istoric german

## Orașe gemene–orașe înfrățite
Volary este înfrățit cu:
- Grainet, Germania
- Waldkirchen, Germania
- Wallern an der Trattnach⁠(d), Austria